# Мисловиці
Мисловиці (Мисловіце, пол. Mysłowice, нім. Myslowitz) — місто в південно-західній Польщі, у Верхньосілезькому вугільному басейні.
Має адміністративні статуси:
- місто на правах повіту
- міська гміна

## Географія
На заході межує з Катовицями.
На південно-західній околиці міста протікає річка Пширва.

## Демографія
Демографічна структура станом на 31 березня 2011 року:
|          | Загалом | Допрацездатний вік | Працездатний вік | Постпрацездатний вік |
| -------- | ------- | ------------------ | ---------------- | -------------------- |
| Чоловіки | 36654   | 6688               | 26114            | 3852                 |
| Жінки    | 38792   | 6391               | 24185            | 8216                 |
| Разом    | 75446   | 13079              | 50299            | 12068                |